# Bandeira não binária
A bandeira não-binária é uma bandeira do orgulho que contempla a comunidade não-binária. Ela foi desenvolvida por Kye Rowan em 2014.

## Design
A bandeira da visibilidade não binária consiste em quatro faixas horizontais de igual tamanho: amarelo, branco, roxo e preto. Não existe uma proporção oficial.

A faixa amarela representa pessoas fora do binário de gênero, como maveriques ou as de gênero neutro. A faixa branca representa pessoas com múltiplos gêneros, como bigênero ou pangênero. A faixa roxa representa pessoas que se identificam especificamente como uma mistura de masculino e feminino, como o gênero andrógino. A faixa preta representa pessoas agênero.

Versão alternativa proposta por Kye Rowan, que utiliza café com leite cósmico em vez de branco puro

A inclusão da cor lavanda (roxa) nas bandeiras genderqueer e não-binária faz referência à história LGBT. A palavra lavanda foi usada por muito tempo para se referir à comunidade gay. Um dicionário de gírias de 1935 incluía a frase "a streak of lavender" (um traço de lavanda), referindo-se a uma pessoa vista como efeminada. Casamentos entre pessoas de gêneros diferentes, ambas presumidas como homoafetivas, eram chamados de casamento lavanda. Durante o Lavender Scare, um pânico moral do século XX, pessoas LGBT+ foram demitidas em massa de seus empregos no governo dos Estados Unidos. Expressões usadas pela comunidade LGBT+ são às vezes chamadas de linguagem lavanda.
A cor branca também é encontrada na bandeira trans, criada em 1999 por Monica Helms. Segundo ela, a faixa do meio representa quem está em transição, intersexo ou vivencia um gênero neutro ou indefinido. As cores da bandeira trans também estão presentes na bandeira progressista do orgulho, algumas variantes com adição da bandeira intersexo.

## História
Kye Rowan criou a bandeira do orgulho para pessoas não binárias em fevereiro de 2014 para representar pessoas com gêneros além do binário masculino/feminino.
A bandeira não foi criada para substituir a bandeira genderqueer, projetada por Marilyn Roxie em 2011, mas para ser utilizada ao lado dela. Muitas pessoas acreditam que a bandeira do orgulho não-binário foi feita para contemplar pessoas que não se sentiam adequadamente representadas pela bandeira genderqueer.
Durante a Eurovisão 2024, Nemo, cancionista de origem suíça, que ficou em primeiro lugar, escondeu uma bandeira do orgulho não-binária na cerimônia de abertura. Nemo posteriormente declarou: "Eu tive que esconder a não binária porque a Eurovision me disse que não poderia exibi-la". Apesar de terem banido a bandeira não-binária, a conta oficial do Instagram da Eurovision publicou uma imagem da bandeira após o evento.